# Neftejugansk
Neftejugansk è una città della Russia, situata sul riva destra del canale Juganskaya Ob' (ramo laterale dell'fiume Ob') nella Siberia occidentale, vicina alla città di Surgut.

## Storia
La città fu fondata il 16 ottobre 1967, dopo che nel 1961 fu scoperto un giacimento di petrolio. La principale ed unica grande impresa della città è la Juganskneftegaz, fondata nel febbraio del 1966. La parola "Jugansk" deriva dal nome di un piccolo fiume nei pressi della città; la parola "neft" significa petrolio in russo. L'economia della città resta basata sul petrolio, ed era la sede principale per la società petrolifera russa JUKOS, la quale comprò la Juganskneftegaz.

## Infrastrutture e trasporti

### Aereo
L'Aeroporto di Neftejugansk è la base tecnica della compagnia aerea russa il Distaccamento Aereo di Neftejugansk che opera la flotta degli elicotteri russi Mil Mi-8 e Kamov Ka-32 per i voli regionali e di servizio per le compagnie locale.